# Terroranschläge am 11. Juli 2010 in Kampala
Die Terroranschlägen am 11. Juli 2010 in Kampala waren zwei Selbstmordattentate, welche sich gegen Fußball-Fans, die das Finale der Fußball-Weltmeisterschaft verfolgten, richteten. Durch die Anschläge kamen 76 Menschen ums Leben, 85 weitere wurden dabei zum Teil schwer verletzt. Die somalische Terrororganisation al-Shabaab, die Al-Qaida nahesteht, bekannte sich zu den Angriffen.

## Hintergrund
Die Anschläge in Kampala werden als Racheakt gegen die Präsenz ugandischer UN-Soldaten gedeutet, die im Somalischen Bürgerkrieg auf der Seite der Übergangsregierung kämpfen. Zuvor hatte die US-Botschaft im Sudan vor möglichen Angriffen auf Air-Uganda-Flugzeuge gewarnt.

## Verlauf
Koordinaten des Restaurants "Ethiopian Village": 0° 17′ 57″ N, 32° 36′ 18″ O
Koordinaten des Rugby-Clubs: 0° 19′ 30″ N, 32° 36′ 28″ O
Der erste Anschlag ereignete sich während dem Finale der Fußball-Weltmeisterschaft 2010 am Restaurant "Ethiopian Village" im Viertel Kabalagala der ugandischen Hauptstadt Kampala und tötete 15 Personen, viele der Opfer waren Ausländer.
Bei dem zweiten Anschlag explodierten zwei Sprengsätze mit einem kurzen zeitlichen Abstand um 11:18 Uhr am Rugby-Club Kyadondo in Nakawa, wo die staatliche Tageszeitung New Vision ein Public Viewing des Fußballspiels veranstaltete. Augenzeugen zufolge ereignete sich in der 90. Spielminute eine Explosion, der Sekunden später eine weitere Detonation folgte, woraufhin die Beleuchtung des Geländes ausfiel. Eine der Bomben, die direkt vor einem großen Bildschirm explodierte, der das Fußballspiel live aus Johannesburg übertrug, tötete 49 Menschen. Auf dem Rugby-Feld liegende, abgetrennte Körperteile ließen auf ein Selbstmordattentat schließen, später wurde eine dritte Sprengstoffweste gefunden, die nicht explodiert war. Ein Polizeibeamter gab die Zahl der Todesopfer mit 64 an. 71 Verletzte wurden ins Krankenhaus eingeliefert, davon lediglich 14 mit leichten Verletzungen.

## Opferzahlen
| Staatsangehörigkeit | Tote |
| ------------------- | ---- |
| Uganda              | 62   |
| Eritrea             | 6    |
| Äthiopien           | 1    |
| Irland              | 1    |
| Kenia               | 1    |
| Indien              | 1    |
| Sri Lanka           | 1    |
| Vereinigte Staaten  | 1    |

Die meisten der Opfer waren Ugander. Darüber hinaus starben sechs Eritreer und jeweils ein äthiopischer, kenianischer, lankischer und indischer Staatsbürger. Außerdem befanden sich unter den Toten ein US-amerikanischer Sozialarbeiter, eine irische Missionarin und sechs methodistische Missionare aus einer Kirche in Pennsylvania.

## Verantwortung
Die islamistische Terrorgruppe al-Shabaab, ein Hauptakteur im Somalischen Bürgerkrieg, reklamierte den Anschlag für sich. The Wall Street Journal zitierte einen unbenannten Führer der Gruppe, sie habe "ihr Ziel erreicht" und "viele Christen in der feindlichen Hauptstadt getötet". Auch andere al-Shabaab-Kämpfer bestätigten die Verantwortung der Miliz für den Anschlag. Am 9. Juli 2017 veröffentlichte al-Shabaab ein Video, in dem einer der Selbstmordattentäter zu sehen war.

## Reaktionen
- Zwei Wochen nach dem Anschlag forderte Yoweri Museveni, der Präsident Ugandas, andere afrikanische Führer dazu auf, "die Terroristen" zu besiegen und "sie aus Afrika herauszufegen".[18]
- Bingu wa Mutharika, Präsident von Malawi und Vorsitzender der Afrikanischen Union, verurteilte die Täter und sicherte Uganda die Unterstützung der Afrikanischen Union zu.[18]
- Die chilenische Regierung verurteilte den Anschlag und lobte das Engagement Ugandas im Rahmen der AMISOM-Friedensmission in Somalia.[19]
- Der Präsident der Demokratischen Arabischen Republik Sahara, Mohamed Abdelaziz, sandte seinem ugandischen Amtskollegen und den Familien der Opfer eine Beileidsbekundung, in der er die Angriffe sowie "alle Formen willkürlicher Gewalt, die darauf abzielen, unschuldige Menschen zu terrorisieren und ihnen Schaden zuzufügen", auf "das Schärfste" verurteilte.
- David Cameron, Premierminister des Vereinigten Königreichs, sprach dem ugandischen Präsidenten sein persönliches Beileid aus. Der britische Außenminister William Hague übermittelte ebenfalls sein Beileid, verurteilte die Anschläge als "feige" und versprach Uganda die Unterstützung Großbritanniens "bei der Bekämpfung solch brutaler Gewalt- und Terrorakte".[20]
- In einem Interview mit SABC behauptete US-Präsident Barack Obama, der Anschlag sei ein Beispiel dafür, dass al-Qaida "das Leben in Afrika nicht als an und für sich wertvoll" betrachtet.[21]
- Ein anonymer US-Regierungsbeamter gab dem ABC-News-Journalisten Jake Tapper gegenüber an, die Regierung glaube, dass al-Qaida eine "rassistische Organisation" sei, die bei der Rekrutierung und dem Einsatz von Mitgliedern auf diskriminierende Praktiken setze, indem sie beispielsweise vorwiegend afrikanische Rekruten für Missionen auf niedrigstem Level, wie zum Beispiel Selbstmordattentate, einsetze, weil die wirtschaftlichen Bedingungen in den meisten Ländern Afrikas diese Gruppe angeblich anfälliger für derartige Rekrutierungen mache als Araber.[22]
- Der Sprecher des vietnamesischen Außenministeriums, Nguyen Phuong Nga, bekundete im Namen des Landes am 13. Juli seine Empörung über die Anschläge in Uganda, bekundete sein "herzliches Beileid" und forderte eine angemessene Bestrafung der Täter.

## Ermittlungen und Prozesse
In den Tagen nach dem Anschlag verhaftete die ugandische Polizei mehrere Verdächtige und auch in Kenia wurde ein Ugander unter dem Verdacht, mit dem Attentat in Verbindung zu stehen, festgenommen. Insgesamt wurden zwanzig Personen verhaftet, darunter mehrere Pakistaner. Interpol veröffentlichte Rekonstruktionen der Gesichter von zwei mutmaßlichen Attentätern.
Laut der ugandischen Polizei sollen zwei Selbstmordattentäter an den Anschlägen beteiligt gewesen sein. Gesichtsrekonstruktionen der mutmaßlichen Attentäter deuteten darauf hin, dass einer somalischer Herkunft und der andere ein Schwarzer unbekannter Herkunft war.
Drei kenianische Staatsbürger – Hussein Hassan Agad, Mohamed Adan Abdow und Idris Magondu – wurden wegen Mordes in 76 Fällen angeklagt, jedoch erklärte der oberste Richter, das Gericht habe nicht über den Tatbestand des Terrorismus zu entscheiden, weshalb die Verhandlung zunächst vertagt wurde. Der nächste Verhandlungstermin war der 27. August, jedoch ohne die Möglichkeit eines Plädoyers, bis über die Übertragung des Falls an den Obersten Gerichtshof entschieden wurde.
Am 12. August 2010 erklärte der Chef des Militärgeheimdienstes, James Mugira, alle damals Verdächtigten seien festgenommen worden.
Am 18. August klagten die ugandischen Behörden insgesamt 32 Personen aus Uganda, Kenia und Somalia wegen Mordes an, von denen vier des Attentats geständig seien, die Gerichtsverhandlungen sollten am 2. September 2010 beginnen. Die Polizei vermeldete ein Fortsetzen der Ermittlungen, weshalb es zu weiteren Festnahmen kommen könnte.

### Verurteilungen ohne Gerichtsverfahren 2011
2011 wurde ein 31-jähriger Mann namens Edris Nsubuga wegen seiner Beteiligung an den Bombenanschlägen dreimal zu 25 Jahren Gefängnis verurteilt. Da der Angeklagte Reue zeigte und angab, zur Teilnahme an den Attentaten gezwungen worden zu sein, blieb ihm die Todesstrafe erspart. Der zweite Angeklagte, ein 24-Jähriger namens Muhamoud Mugisha, wurde wegen Verschwörung zum Terrorismus zu fünf Jahren Haft verurteilt. Beide Angeklagte lieferten im nachfolgenden Prozess gegen 13 weitere Männer wichtige Beweise.

### Gerichtsverfahren und Verurteilungen 2015
Im März 2015 begann vor dem Obersten Gerichtshof Ugandas der Prozess gegen 13 weitere Männer, die verdächtigt wurden, an den Bombenanschlägen von Kampala beteiligt gewesen zu sein. Die Anhörungen waren um fünf Jahre verschoben worden, weil die festgenommenen Personen die ugandische Polizei und die Sicherheitsbehörden der Folter und illegalen Überstellungen beschuldigt hatten. Unter den Angeklagten befanden sich sieben Kenianer, fünf Ugander und ein Tansanier, welche alle wegen Terrorismus, Mordes, versuchten Mordes und Beihilfe zum Terrorismus sowie – bis auf einen Angeklagten – der Mitgliedschaft in der Terrorgruppe al-Shabaab angeklagt wurden.
Die zuständige Staatsanwältin Joan Kagezi wurde am 30. März 2015 mutmaßlich von al-Shabaab-Mitgliedern ermordet, woraufhin der Prozess sich erneut verzögerte und erst im Juni 2015 wieder aufgenommen wurde.
Im Mai 2016 wurden alle Angeklagten von dem Vorwurf der Zugehörigkeit zu al-Shabaab freigesprochen, da diese Organisation 2010 von Uganda nicht als terroristische Organisation geführt wurde. Sieben Angeklagte wurden des Mordes, versuchten Mordes und Terrorismus schuldig gesprochen. Der Ugander Isa Ahmed Luyima, von dem angenommen wird, dass er die Anschläge geplant hat, sowie die Kenianer Hussein Hassan Agad, Idris Magondu, Habib Suleiman Njoroge und Muhammed Ali Muhamed wurden zu lebenslanger Haft verurteilt. Zwei weitere Angeklagte, der Ugander Hassan Haruna Luyima und der Tansanier Suleiman Hajjir Nyamandondo, wurden zu jeweils 50 Jahren Haft verurteilt. Fünf Verdächtige wurden freigesprochen (die Kenianer Yahya Suleiman Mbuthia, Muhammed Hamid Suleiman und Mohammed Awadh sowie die Ugander Abubakari Batemetyo und Ismail Kalule). Der Ugander Muzafaru Luyima wurde vom Terrorismus freigesprochen, aber wegen der Unterstützung der Angreifer zu einem Jahr Zivildienst verurteilt. Zu den Verurteilten gehörten auch zwei Brüderpaare: Isa Ahmed Luyima und Muzafaru Luyima sowie Yahya Suleiman Mbuthia und Habib Suleiman Njoroge.